# Saint-Martial-Entraygues
Saint-Martial-Entraygues är en kommun i departementet Corrèze i regionen Nouvelle-Aquitaine i de centrala delarna av Frankrike. Kommunen ligger  i kantonen Argentat som tillhör arrondissementet Tulle. År 2022 hade Saint-Martial-Entraygues 105 invånare.

## Befolkningsutveckling
Antalet invånare i kommunen Saint-Martial-Entraygues
Referens:INSEE